# Alexander Nollenberger
Alexander Nollenberger (* 4. Juni 1997 in Memmingen) ist ein deutscher Fußballspieler. Der Stürmer etablierte sich beim FV Illertissen in der viertklassigen Regionalliga Bayern, wechselte 2018 zur Amateurmannschaft des FC Bayern München, mit der er in die 3. Liga aufstieg, Von 2020 bis 2023 spielte er für die SpVgg Bayreuth in der Regionalliga und in der 3. Liga. Im Sommer 2023 wechselte er zum Zweitligisten 1. FC Magdeburg. Er ist auf verschiedenen Offensivpositionen einsetzbar.

## Sportliche Laufbahn

### Vom TV Woringen bis nach Illertissen
Alexander Nollenberger wurde in Memmingen geboren und wuchs in der südlich angrenzenden Gemeinde Woringen auf. Dort begann er im Alter von drei Jahren beim TV Woringen mit dem Fußballspielen und blieb dort bis zur E-Jugend. Er verbrachte dann noch ein Jahr in der D-Jugend der JFG Kronburg. Diese Junioren-Förder-Gemeinschaft ist ein Zusammenschluss lokaler Fußballvereine, zu denen auch der TV Woringen gehört, und ist benannt nach dem Schloss Kronburg. Dort bilden die zusammengeschlossenen Vereine gemeinsame Mannschaften von der D-Jugend bis zur A-Jugend, so dass die Spieler nur bis zur E-Jugend in ihren jeweiligen Stammvereinen spielen. 2009 wechselte er zur JFG Wertachtal, ein Zusammenschluss mehrerer Vereine östlich von Mindelheim, der Kreisstadt seines Heimatlandkreises Unterallgäu, und spielte dort sein zweites D-Jugend-Jahr und beide C-Jugend-Jahre. Ab 2012 spielte er zwei Jahre in der B-Jugend für die TSG Thannhausen. Der Verein aus der Kleinstadt im Landkreis Günzburg ist im südlichen Bayern für seine gute Jugendarbeit bekannt und spielte mit seinen älteren Jugendmannschaften zeitweise in der zweithöchsten bayerischen Spielklasse. Im Sommer 2014 wechselte der 17-jährige Nollenberger zu den A-Junioren des Regionalligisten FV Illertissen, etwas über 30 Kilometer westlich von seinem bisherigen Club gelegen. Dort spielte er in seinem ersten Jahr in der viertklassigen A-Junioren-Bezirksoberliga Schwaben und trug mit 16 Toren zum Aufstieg in die Landesliga bei. In seiner zweiten Saison bei den A-Junioren schaffte er mit der Mannschaft den Durchmarsch in die Bayernliga, woran er mit erneut 16 Toren maßgeblichen Anteil hatte. Nollenberger wurde nun, im Sommer 2016, in die zweite Mannschaft des FV Illertissen übernommen, die in der sechstklassigen Landesliga Südwest spielte. Für sein Team erzielte er in den ersten Monaten 13 Tore in 15 Spielen und rückte bereits im Oktober in die erste Mannschaft des Vereins auf. In der Regionalliga Bayern stand er meist in der Startelf, traf bis Saisonende viermal ins gegnerische Tor und belegte mit seiner Mannschaft einen guten fünften Platz in der Abschlusstabelle. In der Folgesaison wurde er zum absoluten Leistungsträger der Illertissener und kam bis zur Winterpause auf elf Treffer in 22 Spielen.
Dies blieb in der Landeshauptstadt nicht unbemerkt, zumal Nollenberger im Oktober mit seinem Ausgleichstreffer dafür gesorgt hatte, dass der FV Illertissen mit einem 1:1-Unentschieden bei den favorisierten Bayern-Amateuren aus München zurückgekehrt war. Noch im Winter erfolgte dann der Wechsel zum FC Bayern München in dessen Amateurmannschaft.

### Die Zeit in München
In München konnte er sich keinen Stammplatz erkämpfen und kam bis Saisonende zu lediglich acht Einsätzen, meist als Einwechselspieler. Er blieb dabei ohne Torerfolg und belegte mit seiner neuen Mannschaft den zweiten Tabellenplatz hinter dem im Vorjahr aufgrund der finanziellen Schieflage aus der 2. Liga direkt in die Viertklassigkeit abgestürzten TSV 1860 München. Im neuen Spieljahr 2018/19 zählte Nollenberger anfangs jeweils zur Startelf, verlor diesen Platz jedoch wieder und fiel zudem aufgrund einer Knieverletzung für längere Zeit aus. Erst im neuen Jahr konnte er wieder spielen und der Rest der Saison war für Nollenberger geprägt von einem stetigen Wechsel zwischen Stammelf und Ersatzbank. Mit insgesamt vier Saisontoren hatte er jedoch Anteil am Gesamterfolg der Mannschaft, die am Ende recht klar den ersten Platz in der Regionalliga Bayern sichern konnte. Zudem gewann Nollenberger mit der Mannschaft beim Premier League International Cup in England den Titel, einem Turnier für U23-Mannschaften (eine solche sind die Bayern-Amateure), bei dem jeweils zwölf englische und kontinentaleuropäische Mannschaften antreten. Durch die Meisterschaft der Regionalliga Bayern war die Reserve des FC Bayern für die Aufstiegsspiele zur 3. Liga gegen den Meister aus dem Norden, die Amateure des VfL Wolfsburg, qualifiziert und setzte sich dabei knapp durch. Nollenberger kam dabei jedoch lediglich zu einem Kurzeinsatz. Im Sommer kam er für die Profimannschaft des FC Bayern bei zwei Testspielen sowie beim Audi-Cup zum Einsatz, gehörte aber weiterhin dauerhaft zum Kader der Amateurmannschaft. Für diese kam er in der 3. Liga nicht über Kurzeinsätze hinaus, sein letzter Einsatz in einem Punktspiel war im Dezember 2019, seitdem wurde er von Trainer Sebastian Hoeneß gar nicht mehr berücksichtigt.

### Drei Jahre in Bayreuth
Im Sommer 2020 wechselte der Stürmer schließlich zum Regionalligisten SpVgg Bayreuth. Nachdem der Spielbetrieb in der Regionalliga Bayern aufgrund der Corona-Pandemie seit März ausgesetzt gewesen war, erfolgte die Wiederaufnahme des Punktspielbetriebs mit der Fortsetzung der unterbrochenen Saison im Oktober 2020. Gleich bei seinem ersten Punktspieleinsatz erzielte Nollenberger das Tor zum 1:0-Sieg seiner Elf beim TSV 1860 Rosenheim, ein weiterer Treffer folgte bei seinem dritten Spiel, ehe der Spielbetrieb coronabedingt erneut unterbrochen wurde. Der erneute Zustand der fußballerischen Untätigkeit dauerte nun bis in den Mai 2021 und die Saison wurde letztlich nicht mehr fortgesetzt. Zum Zeitpunkt des Abbruchs standen die Bayreuther auf dem dritten Platz der Regionalliga Bayern und waren einer der drei Vereine, die eine Lizenz für die 3. Liga beantragt hatten. Von Verbandsseite hatte man sich dazu entschieden, dass jene drei Vereine gegeneinander in Hin- und Rückspielen den möglichen Aufsteiger in die 3. Liga ermitteln sollen. Hier setzte sich der 1. FC Schweinfurt 05 durch. Nollenberger kam in jenen Partien zwar jeweils zum Einsatz, oft jedoch nur als Einwechselspieler.
Die Saison 2021/22 verlief sowohl für die Bayreuther als auch für Nollenberger selbst recht erfolgreich. Von Saisonbeginn an konnten sich die Oberfranken unter der Leitung von Timo Rost in der Spitzengruppe etablieren, lange Zeit gab es ein Kopf-an-Kopf-Rennen mit den Bayern-Amateuren, Nollenbergers vorigem Arbeitgeber. Von Ende Oktober bis Anfang April gewann die SpVgg Bayreuth zwölf Ligaspiele in Folge und konnte damit den Bayern enteilen, auch im direkten Duell am Ostermontag im heimischen Hans-Walter-Wild-Stadion war man den Münchnern deutlich überlegen und gewann mit 4:0, wobei Alexander Nollenberger zu drei der vier Treffer die Vorarbeit leistete. Die Saison endete für Bayreuth mit der Meisterschaft der Regionalliga Bayern mit sieben Punkten Vorsprung vor dem Konkurrenten aus der Landeshauptstadt. Dies bedeutete zudem den direkten Aufstieg in die 3. Liga. Nollenberger spielte meist auf der Linksaußenposition, steuerte 13 Tore zum Mannschaftserfolg bei und war damit zweitbester Torschütze seines Vereins hinter Mittelstürmer Markus Ziereis, der 21-mal ins gegnerische Tor traf.
In der 3. Liga warteten weitere Fahrten und stärkere Gegner auf Alexander Nollenberger und die Mannschaft der SpVgg Bayreuth. Statt in seine Geburtsstadt Memmingen ging es nun bis nach Oldenburg, statt gegen den SV Schalding-Heining spielte man nun gegen sieben ehemalige Bundesligavereine. Aufstiegstrainer Timo Rost hatte den Verein zum Ligakonkurrenten Erzgebirge Aue verlassen, neuer Übungsleiter wurde Thomas Kleine, zuvor Co-Trainer beim Zweitligisten Fortuna Düsseldorf. Von Anfang an fand sich Bayreuth auf den hinteren Plätzen der Tabelle wieder, Nollenberger war weiterhin meist Teil der Startelf als Linksaußen, gelegentlich auch als Mittelstürmer. Neun Tore und sieben Vorlagen des nunmehr 25-Jährigen reichten nicht für den Klassenerhalt, Bayreuth stieg am Saisonende wieder in die Regionalliga Bayern ab. Mit dem Abstieg verließ Alexander Nollenberger den Verein.

### Wechsel nach Magdeburg
Neuer Arbeitgeber von Nollenberger ist seit Sommer 2023 der Zweitligist 1. FC Magdeburg. Das Team hatte die Vorsaison als Aufsteiger auf Tabellenplatz 11 abgeschlossen.

## Erfolge
FC Bayern München II
- Meister der Regionalliga Bayern und Aufstieg in die 3. Liga: 2018/19
- Deutscher Drittliga-Meister: 2020

SpVgg Bayreuth
- Meister der Regionalliga Bayern und Aufstieg in die 3. Liga: 2021/22